# 佐藤馨一
佐藤 馨一（さとう けいいち、1944年6月22日 - ）は、日本の工学者・元官僚。工学博士（北海道大学）。専門は、交通工学・国土計画。北海道大学名誉教授。北海商科大学元教授。

## 略歴
- 1967年（昭和42年）  北海道大学工学部土木工学科卒業。建設省大臣官房人事課建設技官
- 1967年（昭和42年）  北海道開発局土木試験所総理府技官
- 1973年（昭和48年）  北海道開発局小樽開発建設部建設監督官
- 1975年（昭和50年）  北海道大学工学部助手
- 1979年（昭和54年）  北海道大学工学博士
- 1985年（昭和60年）  北海道大学工学部助教授
- 1992年（平成4年）  北海道大学工学部教授
- 1997年（平成9年）  北海道大学大学院工学研究科教授
- 2005年（平成17年）  北海道大学大学院公共政策学連携研究部教授
- 2007年（平成19年）  北海道開発技術センター会長
- 2008年（平成20年）  北海道大学定年退官[1]。同名誉教授。北海商科大学商学部教授。
- 2015年（平成27年）　北海商科大学定年退職

この他、土木学会土木史研究委員会幹事長や、日本物流学会北海道支部長、日本計画行政学会理事を務めた。

## 受賞歴
- 片岡記念論文賞（1979年）[4]
- 日本道路会議論文賞（1985年）[5]
- 北海道科学技術賞（2008年）[2]

## 主著
- 伊藤學と共編『土木工学序論』（コロナ社、1989年）
- 小林好宏と共著『北海道開発の役割は終わったのか?』（北海道建設新聞社、2008年）
- 中添眞と共著『フリーゲージ・トレインが運ぶ北海道の未来 ～北海道新幹線を200%活用する～』（柏艪舎、2015年）